# علف‌انبانی معمولی
علف‌انبانی معمولی (نام علمی: Utricularia vulgaris) نام یک گونه از سرده علف‌انبانی است.